# 玉皇朝飲食文化集團
玉皇朝飲食文化集團有限公司，簡稱玉皇朝飲食文化集團，以及玉皇朝飲食文化（英語：JADE DYNASTY FOOD CULTURE GROUP LIMITED，港交所除牌時0970.HK），在1981年由前商人鄧崇光兄弟和友人創立。
當時經營中日各類餐飲行業，包括「元綠壽司」、「水車屋」等，其後在1992年成為柏寧頓國際有限公司（已清盤）旗下，之後引入廣南集團有限公司（已出售）作為策略股東，在1997年9月18日分拆至香港交易所主板上市，其後因為母公司發生財政問題，於是在1998年被英皇集團進行收購，再到2001年出售給黃玉郎。其後把漫畫業務注入上市公司，在2004年8月10日更名為玉皇朝集團有限公司，同時把餐飲業務出售給英皇集團。
2008年8月27日，更名為耀萊集團有限公司至今。

## 連結
- Emperor.com.hk （页面存档备份，存于）